# Friedrich Kalb
Friedrich Kalb (* 23. April 1925 in Kirchrüsselbach; † 4. Februar 2008 in Erlangen) war ein deutscher evangelischer Theologe und Musikwissenschaftler.

## Leben
Friedrich Kalb studierte von 1945 bis 1950 Evangelische Theologie und Kirchenmusik in Erlangen und Marburg. Er promovierte mit einer Dissertation über Die Lehre vom Kultus der lutherischen Kirche zur Zeit der Orthodoxie. Im Anschluss wirkte Kalb als Pfarrer an der Erlöserkirche und Dozent an der Staatlichen Hochschule für Musik in München, von 1958 bis 1965 war er Pfarrer an St. Lorenz und Dozent des Konservatoriums in Nürnberg. Anschließend wurde Kalb bis 1968 Direktor der Kirchenmusikschule Bayreuth. Von 1972 bis 1980 war er Dekan des Kirchenbezirks Erlangen und von 1980 bis 1990 Kreisdekan des Kirchenkreises München.
Von 1968 bis 1974 war Kalb als Schriftleiter der Zeitschrift Gottesdienst und Kirchenmusik tätig. Sein Buch Grundriss der Liturgik ist zu einem Standardwerk über den lutherischen Gottesdienst geworden. Der darin vertretenen These, die Aufklärungszeit sei ein „Tiefpunkt“ der Liturgiegeschichte gewesen, wurde u. a. von Manfred Josuttis widersprochen.

## Schriften (Auswahl)
- Die Lehre vom Kultus der lutherischen Kirche zur Zeit der Orthodoxie. Lutherisches Verlags-Haus, Berlin 1959.[2]
- Gottesdienst. Reich, Hamburg-Bergstedt 1969.
- Grundriss der Liturgik. Eine Einführung in die Geschichte, Grundsätze und Ordnungen des lutherischen Gottesdienstes. Claudius, München 1969; 2. überarbeitete Auflage, Evangelischer Presseverband für Bayern, München 1982, ISBN 3-583-30008-4; 3. Auflage 1985.